# 代爾 (伊利諾伊州)
代爾（英語：Dale）是位於美國伊利諾伊州漢密爾頓縣的一個非建制地區。該地的面積和人口皆未知。

## 地理
代爾的座標為37°59′42″N 88°29′30″W / 37.99500°N 88.49167°W，而該地的平均海拔高度為122米（即400英尺）。